# 萬曆十五年 (舞台劇)

舞台劇《萬曆十五年》宣傳海報

《萬曆十五年》是一套由進念二十面體演出的舞台劇，由胡恩威編導，改編自黃仁宇的同名書籍。

## 剧情内容
1999年，胡恩威曾將《萬曆十五年》搬上舞台，不過那時他專注於書中對明朝歷史中的一些具體的問題，如：語言、分配權利等等。2005年，他遇到了中國歷史劇《走向共和》的編劇張建偉，於是再次改編《萬曆十五年》。
在新改編的版本裡，全劇以六個書中角色的經歷為主體，並加入影像、音樂和崑曲元素：將崑曲《牡丹亭》片段和武生折子戲穿插於角色經歷之間。首演於2006年5月，重演於2006年9月至10月，以粵語演出。

## 工作人員

### 幕前演員
- 伍嘉雯 飾演 萬曆（明神宗）
- 楊永德 飾演 張居正、李贄
- 陳浩峰 飾演 申時行
- 黃大徽 飾演 海瑞
- 單曉明 飾演 戚繼光（武生演出）
- 鍾家誠 飾演 說書人

- 胡錦芳／蔡晨成：《牡丹亭》杜麗娘
- 石小梅／孫伊君：《牡丹亭》柳夢梅

### 幕後人員
- 編導、設計：胡恩威
- 故事改編：張建偉
- 形象設計：張叔平
- 音樂：逸堯

## 外部連結
- 曲飛，〈《萬曆十五年》劇評〉，國際演藝評論家協會（香港分會），2006年5月18日。
- 小蔡，〈《萬曆十五年》── 一齣令人沉思的歷史劇〉，國際演藝評論家協會（香港分會），2006年5月20日。

- 〈專訪：《萬曆十五年》編導胡恩威 香港演繹萬曆十五年的傳奇〉 （页面存档备份，存于），《亞洲週刊》，第二十卷二十期。